# Doridomorpha gardineri
Doridomorpha, Doridomorphidae
Famille
Genre
Espèce
Doridomorpha gardineri, unique représentant du genre Doridomorpha et de la famille des Doridomorphidae, est une espèce de mollusques de l'ordre des nudibranches.